# Hybridisierung (Molekularbiologie)
Die Hybridisierung (lat. hybrida: Mischling, Bastard;  engl. hybridisation) bezeichnet einen für molekulargenetische Techniken bedeutsamen Vorgang, bei dem sich an einem Einzelstrang einer DNA (z. B. Southern Blot) oder einer RNA (z. B. Northern Blot) ein mehr oder weniger vollständig komplementärer DNA- bzw. RNA-Einzelstrang anlagert, indem Wasserstoffbrückenbindungen zwischen den jeweils komplementären Nukleinbasen ausgebildet werden.

## Eigenschaften
Die Hybridisierungstechnik dient zum Nachweis der strukturellen Verwandtschaft von Nukleinsäuren wie auch zur Isolierung spezifischer Nukleinsäuresequenzen aus einem Gemisch. Je besser die aneinanderbindenden DNA-Stränge einander ergänzen, d. h. je höher der Anteil an korrekten komplementären Basenpaarungen in dem DNA-Hybrid ist, desto höher ist die für die Trennung in Einzelstränge benötigte Temperatur (Schmelztemperatur), weil sich aufgrund der besseren Basenpaarung mehr Wasserstoffbrücken ausgebildet haben, als bei einem Hybrid mit einem geringeren Anteil an korrekten Basenpaarungen. So lässt sich an der für die Trennung der hybridisierten DNA-Stränge nötigen Temperatur abschätzen, wie ähnlich die komplementären Nucleotidsequenzen der beiden DNA-Stränge sind. Hierbei gilt die Faustregel, dass eine Abweichung von 1 K (Temperatureinheit Kelvin) etwa 1,3 % ungepaarter Basen entspricht.
Durch Markierung mit radioaktiven Tracern oder Fluoreszenzfarbstoffen, Enzymen u. a. können kürzere, im Regelfall künstlich synthetisierte DNA-Ketten als Gensonden mittels Hybridisierung zur Kennzeichnung entsprechender Nukleinsäuren verwendet werden. Oftmals erfolgt eine Fixierung der DNA durch Vernetzung. Die Hybridisierungstechnik wird in Kombination mit weiteren molekulargenetischen Techniken verwendet, unter anderem auch als Southern Blot, Northern Blot oder bei der In-situ-Methode, z. B. an Hirnschnitten. Die Hybridisierung von Primern in einer Polymerasekettenreaktion wird als Primerhybridisierung bezeichnet.